# Arboys-en-Bugey
Arboys-en-Bugey è un comune francese di 631 abitanti situato nel dipartimento dell'Ain della regione Alvernia-Rodano-Alpi. È stato istituito il 1º gennaio 2016 dalla fusione dei precedenti comuni di Arbignieu e Saint-Bois.